# Amphoe Lue Amnat
Amphoe Lue Amnat (Thai: อำเภอ ลืออำนาจ) ist ein Landkreis (Amphoe – Verwaltungs-Distrikt) im Süden der  Provinz Amnat Charoen. Die Provinz Amnat Charoen liegt im östlichen Teil der Nordostregion von Thailand, dem so genannten Isan.

## Geographie
Benachbarte Amphoe sind vom Westen aus gezählt: die Amphoe Hua Taphan, Mueang Amnat Charoen und Phana der Provinz Amnat Charoen, sowie Amphoe Muang Sam Sip in der Provinz Ubon Ratchathani.

## Geschichte
Lue Amnat wurde am 1. April 1991 zunächst als Unterbezirk (King Amphoe) eingerichtet, indem sechs Tambon vom heutigen Amphoe Mueang Amnat Charoen abgetrennt wurden. 
Am 5. Dezember 1996 wurde Lue Amnat zum Amphoe heraufgestuft.
Im Jahr 1993 war Lue Amnat einer der Kreise, aus denen die neue Provinz Amnat Charoen gebildet wurde.

## Verwaltung

### Provinzverwaltung
Amphoe Lue Amnat ist in sieben Tambon („Unterbezirke“ oder „Gemeinden“) eingeteilt, die sich weiter in 79 Muban („Dörfer“) unterteilen.
| Nr. | Name        | Thai    | Muban | Einw. |
| --- | ----------- | ------- | ----- | ----- |
| 01. | Amnat       | อำนาจ   | 11    | 5.208 |
| 02. | Dong Mayang | ดงมะยาง | 07    | 4.105 |
| 03. | Pueai       | เปือย    | 13    | 7.063 |
| 04. | Dong Bang   | ดงบัง    | 16    | 6.381 |
| 05. | Rai Khi     | ไร่ขี     | 10    | 4.501 |
| 06. | Maet        | แมด     | 11    | 4.582 |
| 07. | Khok Klang  | โคกกลาง | 11    | 5.080 |

### Lokalverwaltung
Es gibt fünf Kommunen mit „Kleinstadt“-Status (Thesaban Tambon) im Landkreis:
- Sam Nong (Thai: เทศบาลตำบลสามหนอง) bestehend aus Teilen des Tambon Amnat.
- Dong Mayang (Thai: เทศบาลตำบลดงมะยาง) bestehend aus dem kompletten Tambon Dong Mayang.
- Pueai (Thai: เทศบาลตำบลเปือย) bestehend aus dem kompletten Tambon Pueai.
- Khok Klang (Thai: เทศบาลตำบลโคกกลาง) bestehend aus dem kompletten Tambon Khok Klang.
- Amnat (Thai: เทศบาลตำบลอำนาจ) bestehend aus Teilen des Tambon Amnat.

Es gibt drei Kommunen mit „Kommunalverwaltungsorganisation“-Status (Tambon-Verwaltungsorganisationen) im Landkreis:
- Dong Bang (Thai: องค์การบริหารส่วนตำบลดงบัง) bestehend aus dem kompletten Tambon Dong Bang.
- Rai Khi (Thai: องค์การบริหารส่วนตำบลไร่ขี) bestehend aus dem kompletten Tambon Rai Khi.
- Maet (Thai: องค์การบริหารส่วนตำบลแมด) bestehend aus dem kompletten Tambon Maet.